# Región del Ruhr
La región del Ruhr, también conocida como cuenca minera del Ruhr (en alemán: Ruhrgebiet, pronunciación: /ˈʁuːɐ̯ɡəˌbiːt/ⓘ, coloquialmente llamada Ruhrpott, pronunciación: /ˈʁuːɐ̯ˌpɔt/ⓘ), es una de las áreas metropolitanas más pobladas de Alemania, con 5 millones de habitantes y a su vez, forma parte de la macrorregión metropolitana del Rin-Ruhr, con una población total de 10 millones. Se encuentra en el corazón del estado federado/land de Renania del Norte-Westfalia, a lo largo de la cuenca final del río Ruhr.
Consiste en una conurbación de once ciudades y de numerosos municipios de los cuatro distritos administrativos (Kreise) a sus alrededores, cuyo crecimiento ha ocasionado que estén unos pegados a los otros, casi sin espacios rurales de por medio. Los límites urbanos de la región son difíciles de delimitar, principalmente al sur, ya que la serie de municipios relativamente poblados se sigue continuamente y se mezcla con los del área metropolitana de Düsseldorf.
La región del Ruhr no representa una entidad natural, tampoco es una entidad político-administrativa oficial, pero sí es una unidad demográfico-económica. Es administrada por la Asociación Regional del Ruhr (Regionalverband Ruhr). Es menester destacar que el área de esta asociación incluye las once ciudades y la superficie total de los cuatro distritos administrativos (Kreise), incluyendo zonas rurales y de cultivo, por lo que los valores de su población y de su superficie son mayores que los de la aglomeración metropolitana. En el mapa se puede observar como la aglomeración urbana (área de color marrón) está incluida dentro de los límites de la Asociación Regional (color verde).

## Historia
- Siglo XIX: la Revolución industrial transforma las numerosas localidades de la región que hasta ese momento solo habían sido pequeñas poblaciones.
- 1847: Inauguración del tramo ferroviario Colonia-Minden.[1]
- Años 1920: en el contexto de las reparaciones impuestas a Alemania en el Tratado de Versalles (1919), la región del Ruhr fue ocupada por tropas belgas y francesas entre 1923 y 1925. Esta situación provocó la Ruhrkampf que fue sostenida por el régimen de Weimar.
- 1945: al final de la Segunda Guerra Mundial la región es ocupada por los británicos y los estadounidenses.
- 1949: los Aliados establecen una comisión internacional que vigila la producción regional de carbón y acero.
- 1950: Robert Schuman pronuncia la declaración Schuman, en la que propone integrar las industrias del carbón y del acero de Europa Occidental.
- 1951: la comisión internacional es suprimida tras la entrada en funcionamiento de la Comunidad Europea del Carbón y del Acero (CECA), considerada como la «semilla» de la actual Unión Europea (UE).
- Años 1960: la demanda de carbón disminuye considerablemente a nivel mundial. La región inicia la reestructuración de sus industrias.
- 1979: las ciudades y municipios de la región del Ruhr son reagrupados en la Asociación Comunal de la Región del Ruhr, una colectividad con estatuto particular ocupada de cuestiones administrativas y económicas.
- 2004: la asociación comunal recibe el nombre de Asociación Regional del Ruhr.

## Aglomeración urbana

### Composición

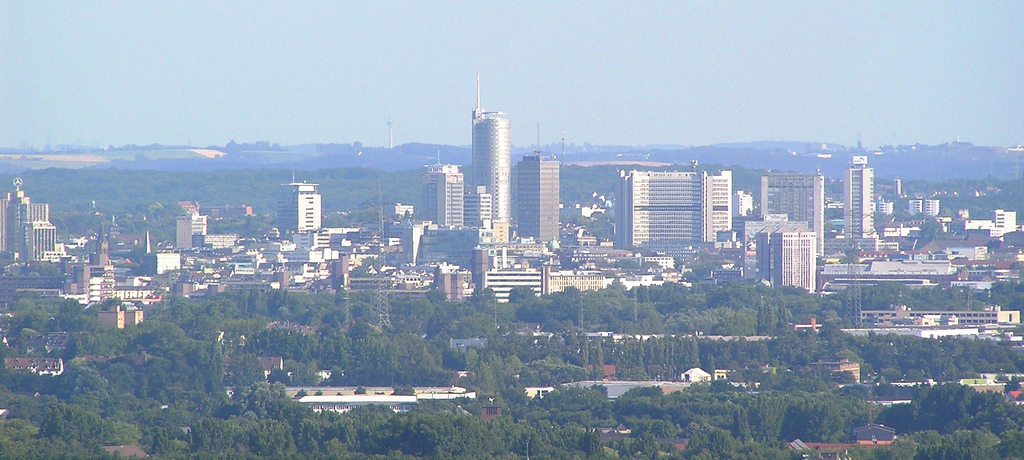
Panorámica de Essen

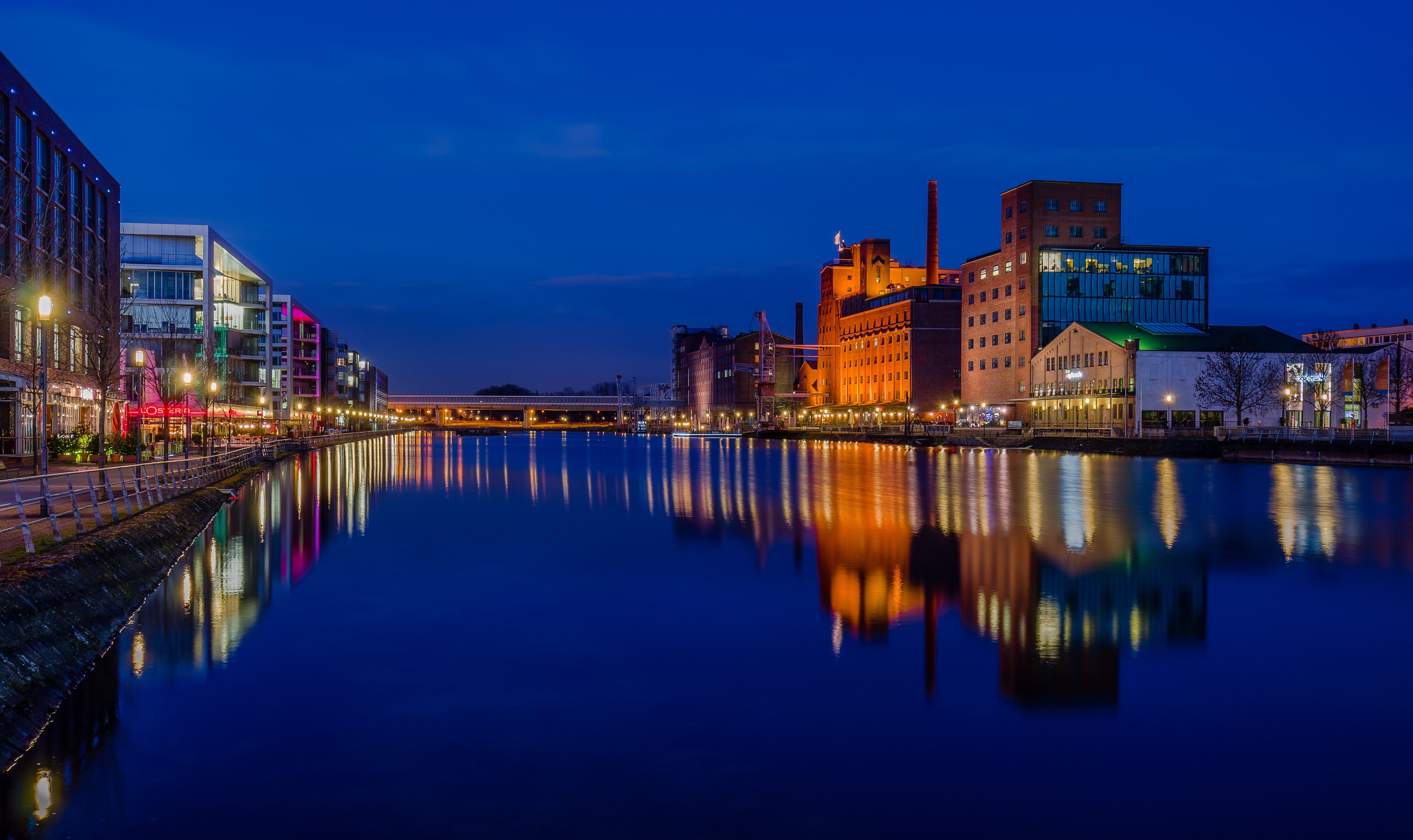
Duisburgo

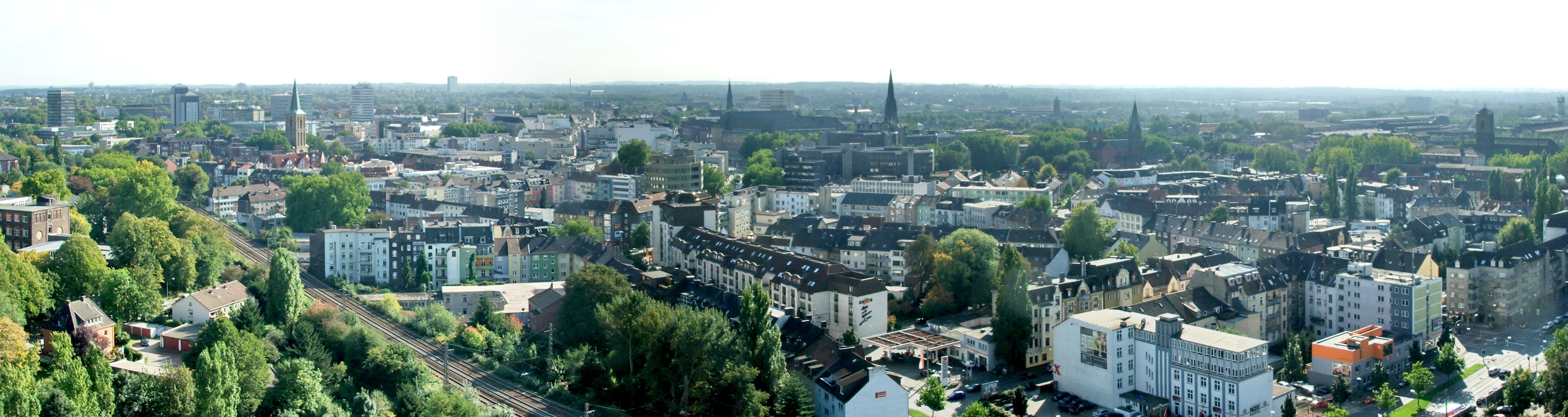
Panorámica de Bochum

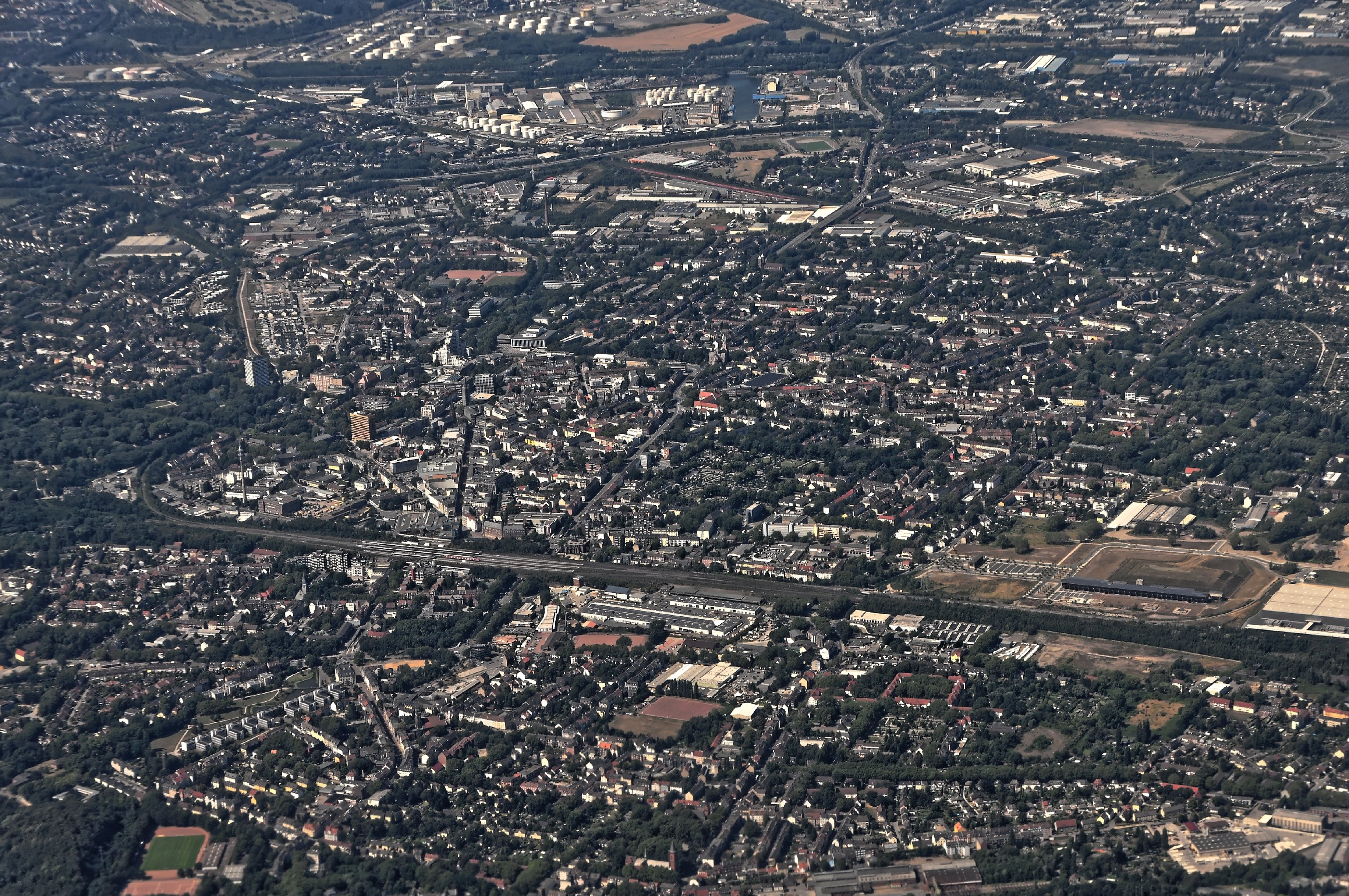
Vista aérea de Gelsenkirchen

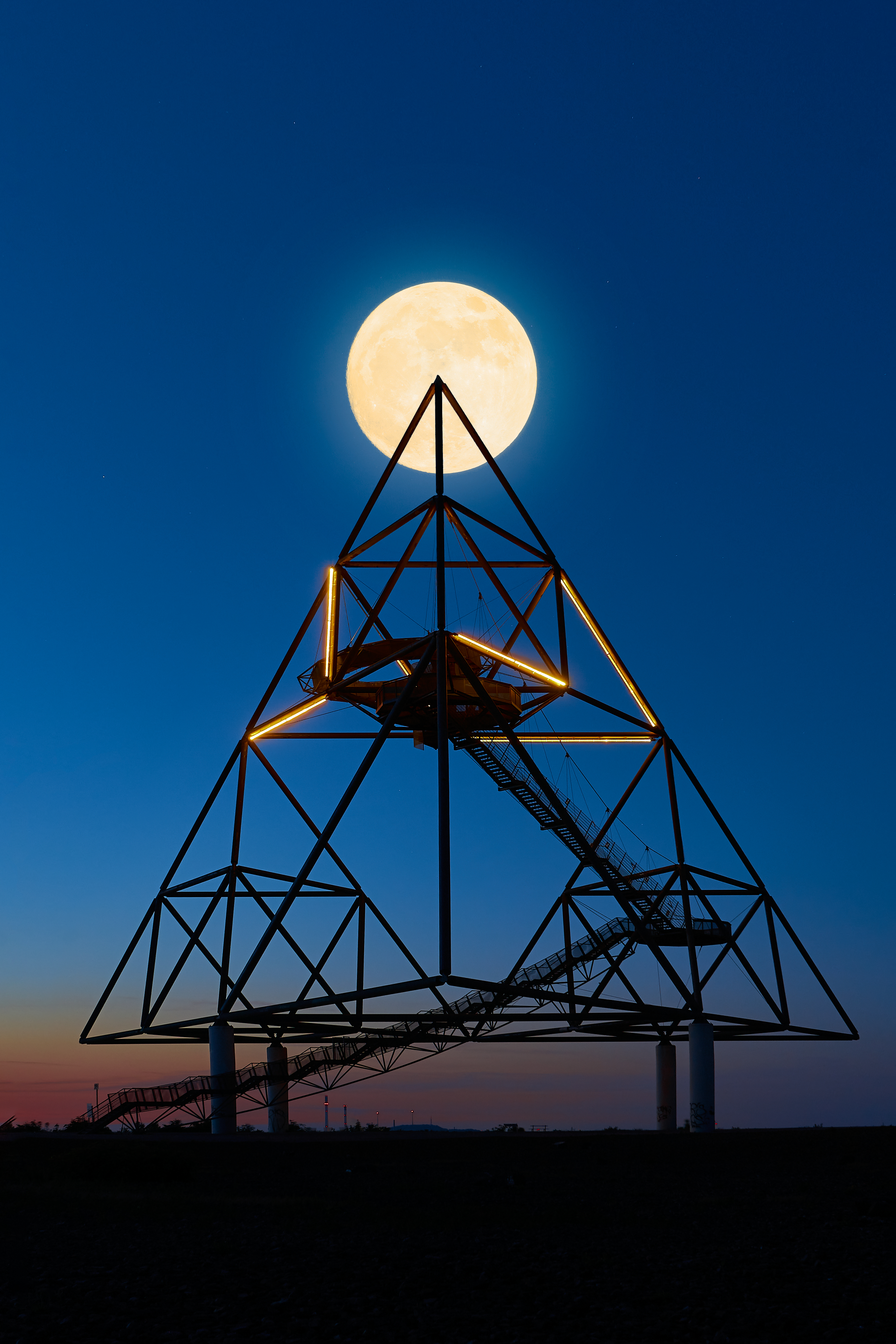
Tetraedro de Bottrop

En total, la región del Ruhr, como aglomeración urbana, se extiende por una superficie de 3 484 km² y cuenta con una población de más de 5 millones de habitantes. Abarca 11 ciudades y 31 municipios de cuatro distritos administrativos de la Renania del Norte-Westfalia.
En la tabla siguiente se mencionan los municipios y ciudades por región administrativa (Regierungsbezirk) que conforman la Región del Ruhr.
| Distrito                   | Municipio o ciudad  | Superficie (en km²) | Población(1) |
| -------------------------- | ------------------- | ------------------- | ------------ |
| Región de Arnsberg         |                     |                     |              |
| —                          | Herne               | 51,41               | 169 991      |
| —                          | Bochum              | 145,40              | 383 743      |
| —                          | Dortmund            | 280,40              | 587 624      |
| —                          | Hagen               | 160,36              | 195 671      |
| —                          | Hamm                | 226,26              | 183 672      |
| Distrito de Unna           | Schwerte            | 56,20               | 49 326       |
| Distrito de Unna           | Holzwickede         | 22,36               | 17 446       |
| Distrito de Unna           | Unna                | 88,52               | 67 680       |
| Distrito de Unna           | Bönen               | 38,02               | 19 142       |
| Distrito de Unna           | Kamen               | 40,93               | 45 816       |
| Distrito de Unna           | Bergkamen           | 44,80               | 52 054       |
| Distrito de Unna           | Werne               | 76,08               | 30 477       |
| Distrito de Unna           | Lünen               | 59,18               | 89 803       |
| Distrito de Ennepe-Ruhr    | Witten              | 72,40               | 100 248      |
| Distrito de Ennepe-Ruhr    | Hattingen           | 71,40               | 56 700       |
| Distrito de Ennepe-Ruhr    | Herdecke            | 22,40               | 25 421       |
| Distrito de Ennepe-Ruhr    | Wetter              | 31,47               | 28 923       |
| Distrito de Ennepe-Ruhr    | Gevelsberg          | 26,27               | 32 628       |
| Distrito de Ennepe-Ruhr    | Ennepetal           | 57,42               | 32 034       |
| Distrito de Ennepe-Ruhr    | Schwelm             | 20,50               | 29 780       |
| Distrito de Ennepe-Ruhr    | Breckerfeld         | 59,00               | 9 369        |
| Distrito de Ennepe-Ruhr    | Sprockhövel         | 47,78               | 26 421       |
| Región de Münster          |                     |                     |              |
| —                          | Bottrop             | 100,70              | 118 975      |
| —                          | Gelsenkirchen       | 104,84              | 266 722      |
| Distrito de Recklinghausen | Gladbeck            | 35,91               | 76 373       |
| Distrito de Recklinghausen | Herten              | 37,31               | 64 344       |
| Distrito de Recklinghausen | Marl                | 87,69               | 90 113       |
| Distrito de Recklinghausen | Dorsten             | 171,00              | 79 136       |
| Distrito de Recklinghausen | Recklinghausen      | 66,40               | 121 521      |
| Distrito de Recklinghausen | Oer-Erkenschwick    | 38,80               | 30 462       |
| Distrito de Recklinghausen | Castrop-Rauxel      | 51,66               | 77 263       |
| Distrito de Recklinghausen | Datteln             | 66,08               | 36 297       |
| Distrito de Recklinghausen | Waltrop             | 46,98               | 29 948       |
| Región de Düsseldorf       |                     |                     |              |
| —                          | Essen               | 210,32              | 583 198      |
| —                          | Oberhausen          | 77,04               | 218 181      |
| —                          | Mülheim an der Ruhr | 91,26               | 169 414      |
| —                          | Duisburgo           | 232,82              | 499 111      |
| Distrito de Wesel          | Moers               | 67,68               | 107 180      |
| Distrito de Wesel          | Neukirchen-Vluyn    | 43,48               | 28 491       |
| Distrito de Wesel          | Kamp-Lintfort       | 63,16               | 39 461       |
| Distrito de Wesel          | Rheinberg           | 75,15               | 32 145       |
| Distrito de Wesel          | Dinslaken           | 47,67               | 70 233       |
| Distrito de Wesel          | Voerde              | 53,49               | 38 358       |
| Distrito de Wesel          | Wesel               | 122,62              | 61 432       |
| TOTAL                      | TOTAL               | 3 483,84            | 5 036 537    |

### Comparación
En esta tabla se muestran las diez principales áreas metropolitanas de Alemania, en la cual la Región del Ruhr ocupa el primer puesto. Dentro de las áreas urbanas más pobladas de la Unión Europea ocupa el cuarto puesto, tras París (11,4 millones), Madrid (6,55 millones) y Milán (6,2 millones).
| N.º | Área metropolitana | Superficie (en km²) | Población (en millones) |
| --- | ------------------ | ------------------- | ----------------------- |
| 1   | Región del Ruhr    | 4 435               | 5,112                   |
| 2   | Berlín             | 2 284               | 4,070                   |
| 3   | Hamburgo           | 2 087               | 2,550                   |
| 4   | Múnich             | 1 319               | 1,944                   |
| 5   | Colonia            | 1 414               | 1,809                   |
| 6   | Fráncfort          | 1 415               | 1,756                   |
| 7   | Stuttgart          | 1 344               | 1,745                   |
| 8   | Düsseldorf         | 780                 | 1,316                   |
| 9   | Núremberg          | 1 006               | 1,044                   |
| 10  | Hanóver            | 1 519               | 1,002                   |

## Asociación Regional del Ruhr

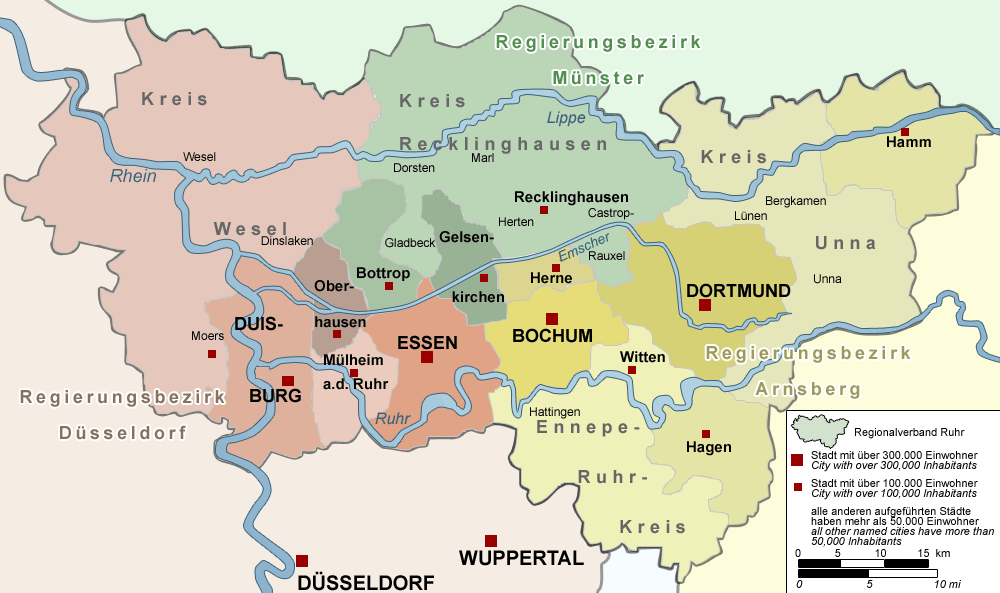
Estructura administrativa de la Asociación Regional del Ruhr.

La Asociación Regional del Ruhr (Regionalverband Ruhr) es el cuerpo administrativo de la región del Ruhr. Sus principales funciones son la mercadotecnia y la promoción económica, turística, ambiental y cultural de la región, así como velar por su organización territorial y construcción urbanística. Tiene su sede en la ciudad de Essen.
Fue fundada en 1920 como la Asociación de Asentamientos de la Región Carbonífera del Ruhr (Siedlungsverband Ruhrkohlenbezirk), en 1975 cambió su nombre por el de Asociación Comunal de la Región del Ruhr (Kommunalverband Ruhrgebiet) y desde 2004 por el actual.
Tiene un área de 4 435 km² y una población de poco más de 5,3 millones de habitantes. El 37,6% de su superficie corresponde a zonas urbanas, 40,6% a zonas de agropecuarias, 17,7% son bosques y el 3,2% a zonas acuíferas (ríos, lagos o represas).

### Miembros
En la tabla siguiente se mencionan las ciudades y las regiones administrativas (Regierungsbezirk) que conforman la Asociación Regional del Ruhr. Son miembros de esta asociación 11 ciudades y 4 distritos (con 42 municipios en total).
| Ciudad o distrito          | Superficie (en km²) | Población(1) |
| -------------------------- | ------------------- | ------------ |
| Región de Arnsberg         |                     |              |
| Herne                      | 51,41               | 169 991      |
| Bochum                     | 145,40              | 383 743      |
| Dortmund                   | 280,40              | 587 624      |
| Hagen                      | 160,36              | 195 671      |
| Hamm                       | 226,26              | 183 672      |
| Distrito de Unna           | 542,62              | 421 464      |
| Distrito de Ennepe-Ruhr    | 408,31              | 340 557      |
| Región de Münster          |                     |              |
| Bottrop                    | 100,70              | 118 975      |
| Gelsenkirchen              | 104,84              | 266 722      |
| Distrito de Recklinghausen | 760,36              | 643 411      |
| Región de Düsseldorf       |                     |              |
| Essen                      | 210,32              | 583 198      |
| Oberhausen                 | 77,04               | 218 181      |
| Mülheim an der Ruhr        | 91,26               | 169 414      |
| Duisburgo                  | 232,82              | 499 111      |
| Distrito de Wesel          | 1.042,40            | 475 433      |
| TOTAL                      | 4 434,50            | 5 257 167    |

## Tren rápido

Red del S-Bahn Rin-Ruhr.

El S-Bahn Rin-Ruhr es un tren rápido que cubre la macrorregión metropolitana alemana del Rin-Ruhr. Desde las ciudades de Bonn y Colonia, hasta la ciudad de Dortmund.